# Račice
Račice so naselje v Občini Ilirska Bistrica.